# Jehan et Blonde
Jehan et Blonde ou Blonde d'Oxford et Jehan de Dammartin est un roman médiéval écrit en octosyllabes du XIIIe siècle (vers 1240), par Philippe de Rémi sire de Beaumanoir (vers 1210-1265). Il est composé de 6 262 vers octosyllabiques à rimes plates écrit en ancien français avec des expressions et tournures en langue picarde.

## Auteur
Au XIXe siècle, le linguiste allemand Hermann Suchier et l'historien français Henri Léonard Bordier pensaient que l'auteur du roman était Philippe de Beaumanoir,. Aujourd'hui l'œuvre est attribuée à son père Philippe de Rémi.
Jean Dufournet, spécialiste de littérature médiévale, fait remarquer que le roman a probablement inspiré le roman allemand Wilhelm von Orleans qui date de 1242, ce qui lui permet de l'attribuer à Philippe de Rémy.

## Histoire
Jehan, le jeune fils d'un chevalier originaire de Dammartin, entre au service du comte d'Oxford comme écuyer de la princesse, sa fille, qui s'appelle Blonde. Il en tombe éperdument amoureux en silence ce qui le rend malade. Ayant avoué son amour à Blonde, celle-ci accepte de devenir son amie, mais compte tenu de la différence de rang entre les deux jeunes gens, Blonde n'a pas de vraie affection pour lui. Cela entraîne une rechute de la maladie de ce dernier, l'amenant à l'article de la mort et cette situation fait naître l'amour dans le cœur de Blonde. Ils s'aiment alors en cachette d'un amour chaste.
Jehan doit se rendre précipitamment en France rejoindre son père désormais veuf. Les deux amoureux conviennent de se retrouver un an jour pour jour après leur séparation. Mais pendant ce temps, le comte de Gloucester doit épouser Blonde. Jehan revient en Angleterre juste le jour prévu pour le mariage et réussit à enlever Blonde pour l'emmener en France où il l'épouse. Le roi de France fait de Jehan un seigneur et comte de Dammartin. Il sert aussi d'intermédiaire pour obtenir le pardon du comte d'Oxford qui vient en personne à Dammartin rendre visite aux deux époux.

## Analyse
Jehan et Blonde peut être catégorisé comme « roman d'apprentissage », ce genre regroupe les romans qui ont pour thème le cheminement évolutif d'un héros, souvent jeune, jusqu'à ce qu'il atteigne l'idéal de l'homme accompli et cultivé.
Selon Sylvie Lécuyer, dès le prologue de l'histoire, l'auteur affirme son éthique qui est que « chacun doit s'efforcer de réussir, c'est-à-dire conquérir savoir, pouvoir et biens »

## Manuscrit
- BnF fr 1588[5], le texte est écrit du folio 57 recto au folio 96 recto, le reste du manuscrit comprend huit autres poèmes de Philippe de Rémi[6]. Le texte est réparti sur deux colonnes par page. Chaque colonne comporte 40 vers, à l'exception de la première colonne de la première page qui contient une enluminure en début de texte d'une hauteur équivalente à 11 vers.